# Bloch MB.150
Die Bloch MB.150 bis MB.157 waren französische Jagdflugzeuge der Société des Avions Marcel Bloch. Typ MB.150 war ein Prototyp von 1937, nach einer Ausschreibung der französischen Luftstreitkräfte für einen Jagdeinsitzer von 1934. Er bildete die Grundlage für die später in größeren Stückzahlen gebauten Typen MB.151, MB.152, MB.155 und MB.157.

## Geschichte
Die Bloch MB.150 war Marcel Blochs Reaktion auf die vom technischen Dienst der Armée de l’air im Jahre 1934 herausgegebene Spezifikation „C1“ für ein leichtes einsitziges Jagdflugzeug. Obwohl die Morane-Saulnier MS.406 bereits früh den Zuschlag für die Massenproduktion erhielt, setzte Marcel Bloch die Entwicklung fort, welche 1936 im Prototyp mit der Bezeichnung MB.150.01 mündete. Die Konstruktion des Société des Avions Marcel Bloch erwies sich als Misserfolg und versagte sogar beim Versuch, von der Startbahn abzuheben. Nach gründlichen Verbesserungen an Tragwerk (größere Fläche) und Fahrgestell sowie dem Einbau eines stärkeren, 940 PS (701 kW) leistenden Gnôme-Rhône 14N/07-Sternmotors mit dreiblättrigem Propeller erhob sich der neue Prototyp am 4. Mai 1937 zu seinem ersten Flug und wurde daraufhin an das zuständige Überprüfungsinstitut der Armée de l’air, das Centre d'Essais du Materiel Aerien (CEMA), überstellt.
Das CEMA hielt den Typ für interessant genug, um weitere Entwicklungen einzuleiten. Dies führte zu einer weiteren Verbreiterung der Tragflächen und zum Einbau des neueren Motortyps 14N/7 (ebenfalls von Gnome-Rhône). Im Frühjahr 1938 erging schließlich an die SNCASO (in der die Fabrik von Marcel Bloch auf Grund der Nationalisierung der Luftfahrtindustrie aufgegangen war) die Bestellung einer Vorserie von 25 Exemplaren der MB.150.
Da sich die Konstruktion als wenig tauglich für eine Massenproduktion erwies, wurde die Vorserie nicht produziert. Stattdessen wurde der Typ nochmals überarbeitet und am 18. August 1938 flog ein weiterer Prototyp, diesmal ausgerüstet mit einem 14N/35-Motor und unter der neuen Bezeichnung Bloch MB.151, von der schließlich 144 Serienexemplare für die Jagdstaffeln der Armée de l’air produziert wurden. Der Typ war mit vier 7,5-mm-Maschinengewehren MAC-34 ausgestattet.
Die Produktion wurde rasch zu Gunsten der parallel entwickelten Bloch MB.152 umgestellt, litt aber unter Lieferverzögerungen bei Flugmotoren, Bewaffnung und Propellern. Diese war mit einem 1030 PS (757 kW) leistenden stärkeren Gnome-Rhône-14N/25-Motor ausgerüstet und mit zwei 20-mm-Kanonen Hispano-Suiza HS-404 statt zwei der MAC-34-Maschinengewehre stärker bewaffnet. Die MB.152 war mit 488 Exemplaren das meistproduzierte der von der MB.150 abgeleiteten Muster.
Die Bloch MB.153 war eine Weiterentwicklung der MB.150 mit einem US-amerikanischen Pratt & Whitney R-1830 Twin Wasp, ging aber nie in die Serienproduktion. Es wurde lediglich ein Prototyp fertiggestellt, der bei einem Absturz irreparabel beschädigt wurde. Die Bloch MB.154 wurde als ähnliche Version mit einem Motor vom Typ Wright R-1820 Cyclone konzipiert, aber nie gebaut.
Stattdessen versuchte Bloch, die Eigenschaften der MB.152 zu verbessern, was zur Bloch MB.155 mit einem Gnome-Rhône-14N/49-Motor (1100 PS) und deutlich besseren Flugeigenschaften führte. Der Erstflug dieser Version erfolgte am 3. Dezember 1939. Vor dem Waffenstillstand in der Schlacht um Frankreich 1940 konnten noch 10 Exemplare für die Armée de l’air produziert werden. Die 19 noch in Produktion verbliebenen Maschinen wurden später mit Erlaubnis Deutschlands für die Vichy-Luftwaffe fertiggestellt.
Die Weiterentwicklung der MB.155 gipfelte in der Bloch MB.157. Diese Version wurde unter deutscher Überwachung mit einem neuen, 1580 PS starken Gnome-Rhône 14R-4-„Météore“-Sternmotor ausgerüstet und erreichte bei den Testflügen in Orly im Frühjahr 1942 sehr gute Leistungen. Mit einer Höchstgeschwindigkeit von 710 km/h in 7850 m Flughöhe stellte die Maschine ihre Leistungsfähigkeit unter Beweis. Nach den Flügen wurde der Motor demontiert und zu Testzwecken nach Deutschland gebracht, der Rumpf der Maschine wurde 1943 durch einen alliierten Luftangriff in Orly zerstört.

## Einsatz

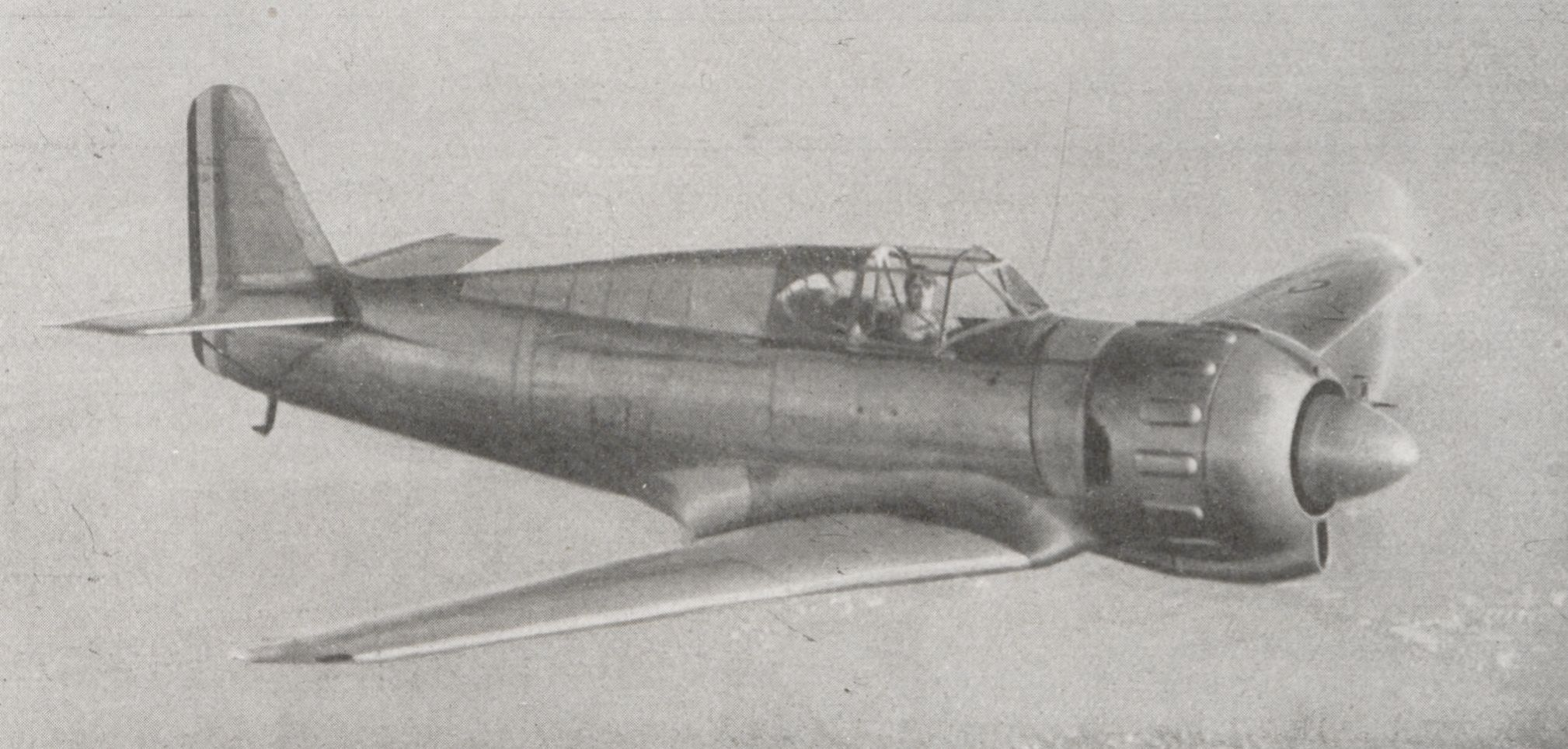
Bloch MB.151, 1938

Die Bloch MB.151 und die Bloch MB.152 fanden ihren Weg in sechs Groupes de Chasse (GC) der Armée de l’air. In der Schlacht um Frankreich im Mai und Juni 1940 waren innerhalb der Zone d'Operation Aériennes du Nord (ZOAN) die GC I/1, GC II/1 und die GC III/10 mit der MB.152 ausgestattet, während die GC I/10 und GC II/10 die MB.151 flogen. Innerhalb der Zone d'Operation Aériennes de l'Est (ZOAE) flogen die GC I/8 und die GC II/8 die MB.152 und die GC III/9 die MB.151. Obwohl die Maschinen sich der deutschen Messerschmitt Bf 109 in der Variante E als unterlegen erwiesen, war die Abschussquote der französischen Piloten alles andere als schlecht: Auf 84 verloren gegangene eigene Flugzeuge (davon zehn durch Unfälle) kamen 150 Abschüsse (davon 35 wahrscheinliche) in der Zeit vom 10. Mai bis zum Waffenstillstand Ende Juni. Diese Statistik wurde mit 36 Abschüssen (davon vier wahrscheinliche) von der Groupe de Chasse I/1 angeführt.
Die Luftstreitkräfte Vichy-Frankreichs nutzen die verbleibenden Maschinen und die 29 Exemplare der MB.155 bis zu ihrer Auflösung. Einige Maschinen fanden danach ihren Weg nach Rumänien, wo sie gegen die Sowjetunion eingesetzt wurden.
Eine kleine Serie von neun MB.151 wurde von Frankreich an Griechenland ausgeliefert. Dort kämpften die Maschinen 1941 mit einigen Erfolgen gegen die Luftstreitkräfte Italiens und Deutschlands.
Bulgarien verhandelte mit der Vichy-Regierung über den Ankauf einer kleinen Serie von MB.152. Im Februar 1943 wurde ein Vertrag über die Lieferung von 20 Maschinen unterzeichnet, dessen Realisierung jedoch von den mittlerweile die Vichy-Politik kontrollierenden Deutschen unterbunden. Stattdessen erhielt Bulgarien im weiteren Verlauf des Jahres eine kleine Serie von Dewoitine D.520.

## Konstruktion
Die Flugzeuge der Bloch MB.150er-Serie waren Tiefdecker in selbsttragender Ganzmetallbauweise mit Einziehfahrwerk und geschlossenem Cockpit.
Die Serienmaschinen waren mit Sternmotoren Gnome-Rhône 14N ausgestattet, die eine Leistung von maximal 809 kW (1100 PS) erbrachten. Die Leistung wurde auf einen dreiblättrigen Verstellpropeller abgegeben.

## Technische Daten

Dreiseitenriss der MB.152

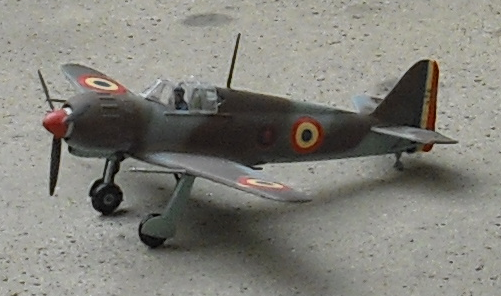
Modell der MB.152

| Kenngröße             | Bloch MB.150.01                                               | Bloch MB.152C1                                                | Bloch MB.157.01                                 |
| --------------------- | ------------------------------------------------------------- | ------------------------------------------------------------- | ----------------------------------------------- |
| Besatzung             | 1                                                             |                                                               | 1                                               |
| Länge                 | 8,60 m                                                        | 9,10 m                                                        | 9,70 m                                          |
| Spannweite            | 10,30 m                                                       | 10,54 m                                                       | 10,70 m                                         |
| Höhe                  |                                                               | 3,95 m                                                        | 3,20 m                                          |
| Flügelfläche          | 15,4 m²                                                       | 17,32 m²                                                      | 19,40 m²                                        |
| Flügelstreckung       | 6,9                                                           | 6,4                                                           | 5,9                                             |
| Leermasse             | 1700 kg                                                       | 2020 kg                                                       | 2390 kg                                         |
| Startmasse            | 2370 kg                                                       | 2750 kg                                                       | 3250 kg                                         |
| Höchstgeschwindigkeit | 434 km/h auf 2600 m                                           | 515 km/h auf 4000 m                                           | 710 km/h auf 7850 m                             |
| Steiggeschwindigkeit  |                                                               | 10,75 m/s                                                     |                                                 |
| Dienstgipfelhöhe      |                                                               | 10.000 m                                                      |                                                 |
| Reichweite            |                                                               | 600 km                                                        | 1095 km                                         |
| Triebwerke            | ein Gnome-Rhône 14N/07 mit 940 PS (ca. 690 kW)                | ein Gnome-Rhône 14N/25 mit 1.030 PS (ca. 760 kW)              | ein Gnome-Rhône 14R mit 1.700 PS (ca. 1.250 kW) |
| Bewaffnung            | zwei MG MAC 1934 M39, zwei 20-mm-Kanonen Hispano-Suiza HS.404 | zwei MG MAC 1934 M39, zwei 20-mm-Kanonen Hispano-Suiza HS.404 |                                                 |

## Einsatzländer
- Frankreich
- Vichy-Frankreich
- Deutsches Reich
- Griechenland
- Rumänien